# Opuntia engelmannii
Opuntia engelmannii és una espècie de fanerògama de la família de les Cactàcies. És nativa d'Amèrica del Nord a Mèxic, Arizona, Califòrnia i Texas.

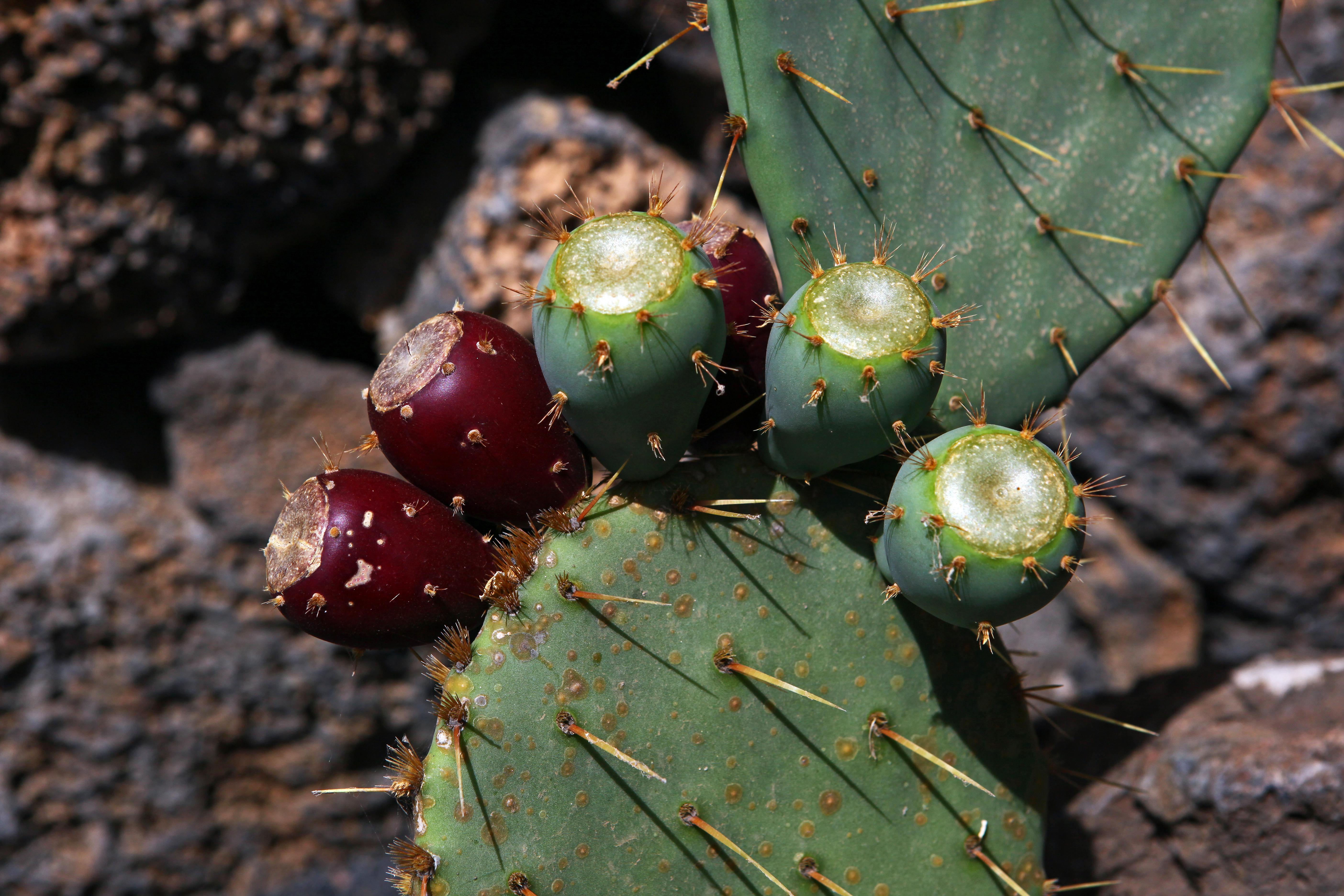
Fruit

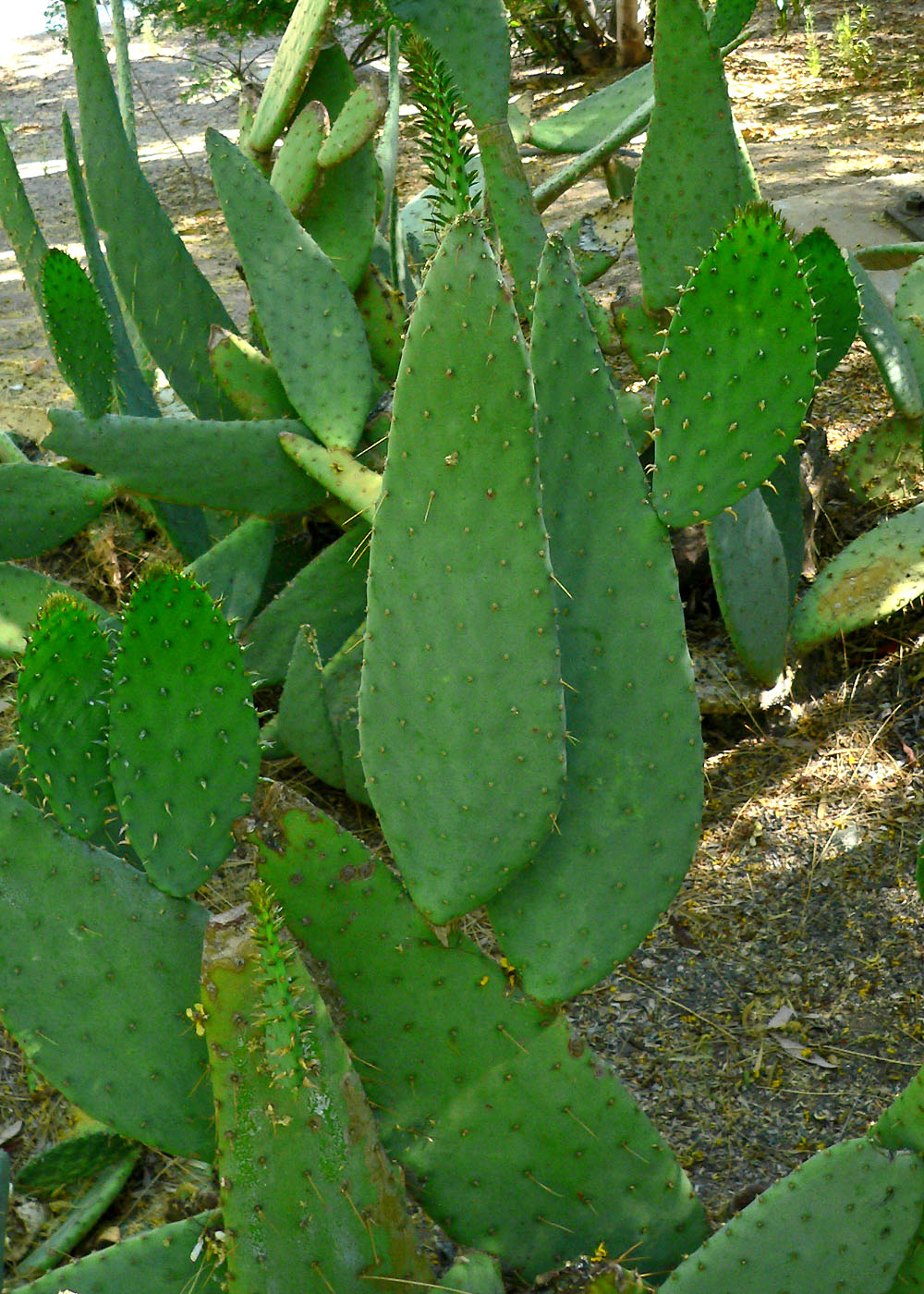
Opuntia engelmannii var. linguiformis

És un arbust amb moltes branques ascendents o postrades longitudinalment. Forma coixins densos, que arriben a una alçada de fins a 3,5 m. Rarament es formen colònies. Els cladodis són d'ovats a arrodonits, allargats, de color verd a blau-verd de 15 a 30 cm de longitud i 12 cm d'ample. Les arèoles són el·líptiques, de 2,5 a 4 cm de distància amb els gloquidis de color marró amb l'edat. Té d'1 a 8 espines, que poden estar absents a les arèoles inferiors. Aquestes espines són de color groguenc, subulades, lleugerament aplanades i mesuren entre 1 i 6 cm de longitud. Les flors són grogues, a vegades vermelles de 5 a 8 cm. Els fruits són carnosos, de color porpra, ovoides de 3 a 7 cm de longitud i amb un diàmetre de 2 a 4 cm.

## Taxonomia
Opuntia engelmannii va ser descrita per Salm-Dyck ex Engelm. i publicada a Cacteae in Horto Dyckensi Cultae (ed. 1849) 67, 235. 1849[1850].

### Etimologia
- Opuntia: nom genèric que prové del grec usat per Plini el Vell per a una planta que va créixer al voltant de la ciutat d'Opunte a Grècia.[2]
- engelmannii: epítet atorgat en honor del botànic George Engelmann.[3]

### Sinonímia
- Opuntia X subarmata Griffiths (pro sp.)
- Opuntia cantabrigiensis Lynch
- Opuntia subarmata Griffiths
- Opuntia bensonii Sánchez-Mej.
- Opuntia neochrysacantha Bravo
- Opuntia rastrera F. A. C. Weber[4]